# Tamboril (República Dominicana)
Tamboril es un municipio de la República Dominicana, que está situado en la provincia de Santiago.

## Localización
El municipio está localizado al nordeste de la provincia de Santiago al pie de la Cordillera Septentrional, a 230 m s. n. m. y tiene una extensión territorial de 71.4 km²

## Límites
Municipios limítrofes:
|                                   | Norte: Puerto Plata |            |
| Oeste: Santiago de los Caballeros |                     | Este: Moca |
|                                   | Sur: Licey al Medio |            |

## Distritos municipales
Está formado por los distritos municipales de:
| Nombre          | Código   |
| --------------- | -------- |
| Tamboril        | 01250601 |
| Canca la Piedra | 01250601 |

## Historia
El municipio fue creado en el año 1907 con el nombre de Peña, nombre que mantuvo hasta 1962, cuando se cambió por el actual. 
Las Comunidades de Carlos Díaz y Arroyo el Toro son ricas en ámbar.

## Economía
Este municipio es uno de los pilares de la producción agrícola de la provincia y del país sembrando principalmente plátano, yuca, batata, tabaco, maíz, guineos, aguacates, naranjas que abastecen los mercados de Santiago. El municipio se destaca por la fabricación artesanal de cigarros, cuyo dinamismo en los últimos años se ha sobrepuesto a la actividad manufacturera de embutidos y chocolates que tradicionalmente caracterizó al municipio. Este municipio cuenta con un parque industrial de zona franca la cual es una de la más importante de la región.

### Puros
Tamboril es considerado por muchos como la "Capital Mundial del Cigarro" albergando más fábricas de puros y enrolladores que en cualquier otro lugar del mundo. De acuerdo con la revista Cigar Aficionado, el 44% de los cigarros más comercializados proceden de la República Dominicana, especialmente de las tierras fértiles de la capital del Cibao, donde se ubican el 90% de las fábricas. El área también ha sido el mayor proveedor de cigarros a los Estados Unidos durante décadas, colocando al cigarro como el tercer producto de mayor exportación del país luego del oro y los instrumentos de medicina.
Dentro del municipio se encuentran las  fábricas de tabaco de fama mundial La Aurora, La Flor Dominicana, PDR Cigars y Tabacalera La Palma, donde se fabrican algunos de los cigarros con las más altas calificaciones del mundo.
El equipamiento social del municipio de Tamboril, Cuenta con un Hospital Municipal, tres clínicas periféricas las denominadas UNAP, cuenta con tres clínicas privadas, clubes. Cuenta además con más de 5 escuelas públicas y alrededor de 6 colegios privados, un liceo y una biblioteca.